# 伊藤一葉
伊藤 一葉（いとう いちよう、本名：伊藤 家晴、1934年〈昭和9年〉6月19日 - 1979年〈昭和54年〉9月30日）は、日本の手品師。兵庫県豊岡市（旧・城崎郡竹野町）出身。古川事務所（東京都中野区沼袋）所属（1976年2月）。

## 人物
兵庫県立豊岡工業高等学校建築科（現在の兵庫県立豊岡総合高等学校）を卒業した。
劇団を経営していた父親の影響で芸人を志し、松旭斎天佐天勝一座に入って旅回りの生活を6年間続けた。
手品を始めたのは一座の手品師が高齢により舞台に出られなくなり代役を務めたからで、手品師の世界では珍しく師匠がいない。
当初は手品だけを行っていたが、性分に合わず面白くなかったため、しゃべりながら手品をするようになった。
その後、軽妙な話術にのせた巧みな手品で寄席やテレビに出演した。手品を見せた後にいう「この件について何かご質問はございませんか？」というセリフは流行語にもなった。
1979年頃から入退院を繰り返し同年の9月8日の栃木市民ホールの舞台を最後に、胃癌により45歳で死去した。墓所は埼玉県越谷市大間野町の越谷霊廟。
現在、弟子である伊藤夢葉が舞台、演芸会で活動する。

## 初代引田天功との関係
同時期に活躍した初代引田天功の「大脱出ショー」について、メディアを通じては常に否定的な姿勢を見せていたが、著書においては「大魔術に対して驚く人が圧倒的にいることを知っており、それを見通した上での彼らしい演出で雰囲気を盛り上げるのは他の手品師には真似出来ない」と評価している。
また、同じ著書の中で「引田さんも私も手品を材料にして何かしら面白いものをやってみようという発想は同じで、片方は『大魔術』となり、片方は『手品をやらない手品師』ということになるのである」とも記している。
一葉と天功は共に、生年は1934年、没年は1979年で同じ45歳で没している。

## テレビ
- 金曜10時!うわさのチャンネル!!（1973年 - 1979年、日本テレビ）
- マチャアキのガンバレ9時まで!!（1974年 - 1975年、日本テレビ）
- 遠山の金さん（テレビ朝日） 第1話 - 第51話 （杉良太郎版第一シリーズ。1975年 - 1976年） - 伊藤一葉斎 役
- こども面白館（1977年 - 1978年、NHK）
- 初詣!爆笑ヒットパレード（1978年 - 1979年、フジテレビ）

## CM・広告
- NEC小型冷蔵庫ファミリア
- 藤井繊維株式会社（現在の株式会社フジックス）- 1974年頃

## 著書
- 「伊藤一葉の手ちがい手品」東京スポーツ新聞社出版局、1975年 画：ウノ・カマキリ
- 「大人をへこます伊藤一葉の手品の本」二見書房、1976年 画：たの・かえる

## レコード
- 「民衆に捧げるバラード」（CBSソニー）1975年